# Conotrachelus recessus
Conotrachelus recessus – gatunek chrząszcza z rodziny ryjkowcowatych.

## Zasięg występowania
Występuje we wsch. część Ameryki Północnej od Quebecu, Karoliny Północnej i  Alabamy na wsch., po Ontario, Iowę, Kansas i Teksas na zach.

## Budowa ciała
Osiąga 2,5 - 3 mm długości ciała.